# 松浦機械製作所
株式会社松浦機械製作所（まつうらきかいせいさくしょ）は産業用機械類、工具 、工作機械メーカーである。特にマシニングセンタの開発設計・製造においては世界でもトップクラスである。

## 沿革
- 1935年 「松浦機械製作所」創業、旋盤の生産開始。[4]
- 1957年 フライス盤の生産・販売開始。
- 1960年 法人に改組、「㈱松浦機械製作所」設立。
- 1961年 電気式プログラム制御自動フライス盤の生産・販売開始。
- 1964年 数値制御自動フライス盤の生産・販売開始、名古屋営業所開設。
- 1966年 大阪営業所開設。
- 1968年 日本で最初のプログラム制御自動フライス盤開発。現本社工場所在地へ工場移転。
- 1972年 数値制御自動ボール盤生産開始。
- 1974年 国産初の本格的立形マシニングセンタ開発。
- 1975年 立形マシニングセンタを米国に出荷、本格的輸出を開始。
- 1978年 超高速回転マシニングセンタ開発、販売開始。
- 1981年 超高速マシニングセンタの生産・販売開始。2軸立形マシニングセンタ生産・販売開始。
- 1983年 横形マシニングセンタ生産・販売開始。
- 1985年 武生工場　アイ･エム･エヌ㈱設立。
- 1986年 北関東営業所開設。
- 1988年 カナダ　エリオットマシナリー社設立。南関東営業所開設。
- 1991年 イギリス　マツウラマシナリー社設立。東京フォーラムセンター開設。
- 1993年 ドイツ　マツウラマシナリー社設立。マシニングセンタ出荷累計10,000台達成。
- 1994年 工作機械業界初のISO 9001認証取得。
- 1998年 ISO 14001認証取得。
- 1999年 リニアモータ搭載超高速高精度立形リニアモータマシンの 生産・販売開始。
- 2000年 OHSAS 18001取得。BMW WilliamsF1 Teamとオフィシャルサプライヤ契約。
- 2001年 マシニングセンタ出荷累計15,000台達成。マツウラ・ヨーロッパGmbH設立。
- 2002年 米国MMTS株式会社設立。世界初レーザエッジング加工技術の開発。金属光造形複合工作機械の開発（松下電工（現パナソニック電工）との共同開発）。
- 2003年 金属光造形複合加工機の生産・販売開始。
- 2004年 金属光造形複合工作機「M-PHOTON25C」が「第33回日本産業技術大賞･文部科学大臣賞」受賞。

## 主要製品
- マシニングセンタ
  - 超高速高精度立形リニアモータマシン LXシリーズ
  - 5軸制御立形マシニングセンタ MAM72シリーズ
  - 横形マシニングセンタ H.Plusシリーズ
  - 立形マシニングセンタ V.Plus / R.Plusシリーズ
  - 高精度立形マシニングセンタ Mold.Plusシリーズ
  - 立形マシニングセンタ FXシリーズ
  - 立形マシニングセンタ MC/RAシリーズ
- 金属光造形複合加工機 LUMEX Avanceシリーズ
- マシニングセンタ用CAD/CAMシステム

## 事業所
- 工場
  - 本社工場
  - 武生工場
- 営業所
  - 北関東営業所
  - 名古屋営業所
  - 大阪営業所